# Zahna
Zahna ist eine von neun Ortschaften der Stadt Zahna-Elster im Landkreis Wittenberg in Sachsen-Anhalt. Zahna hatte bis zur Bildung der Einheitsgemeinde Stadtrecht.

## Geografie
Zahna liegt im Fläming etwa 11 km nordöstlich der Kreisstadt Lutherstadt Wittenberg. Der Ort wird vom Zahnabach durchflossen.
Zur Ortschaft Zahna gehören die Ortsteile Zahna, Bülzig,  Klebitz, Rahnsdorf und Woltersdorf.

## Geschichte
Im Laufe des letzten Jahrtausends wandelte sich das Toponym des heutigen Ortes mehrmals. So sind in Publikationen der Jahre 1161 und 1190 Zcane, 1187, 1326 und 1528/33 Zane, 1292 Zanis, 1379, 1389, 1436/37 und 1528/33 Czane, 1411 vor der Zahna und in der Schrift von 1528/33 zusätzlich von der Zcan und zur Zane als Abwandlungen zu finden. Der heute gebräuchliche Name Zahna findet sich in Schriften von 1411 und dann später, 1753 und 1791, wieder.
In den Leipziger Ratsbüchern, welche die Zeit zwischen 1466 und 1500 behandeln, werden Zcane, Czane und Zahna verwendet, wobei Zahna bereits als Hauptbegriff verwendet wird. Nach diesem Wissensstand ist der heutige Name also seit dem frühen 15. Jahrhundert bekannt und spätestens seit dem 18. Jahrhundert hauptsächlich in Verwendung.
Zahna ist einer der ältesten Orte in Sachsen-Anhalt. Historisch belegt ist die von ca. 2000 v. Chr. bis heute durchgehende Besiedlung. Bodenfunde zeigen, dass der Germanenstamm der Semnonen vom 6. Jahrhundert v. Chr. bis zum Beginn der Völkerwanderung in der Region ansässig war.
Nach 600 übernahmen die Sorben die Wohnsitze der Semnonen. Der historische Stadtkern geht in seiner Form und Struktur auf die hochmittelalterliche Besiedlung des Flämings durch niederländische Kolonisten (Flamen) im 12. Jahrhundert zurück.
Der gesamte nördlich von Wittenberg gelegene Höhenzug wurde dabei so stark durch die Eigenheiten der Flamen geprägt, dass sich die Herkunfts- und Stammesbezeichnung der Neusiedler auf den ganzen Landstrich bezog, der heute noch Fläming genannt wird.
1189 wurde Zahna als Burgwardhauptort genannt. Die Burg war Sitz und Zentrum der kleinen Herrschaft Zahna. 1436 wurde daraus das kursächsische Amt Zahna gebildet, das bereits zwischen 1486 und 1490 mit dem Amt Wittenberg vereinigt wurde. In dieser Zeit verlor Zahna seine Funktion als Amtssitz.
1483 wurden der abgebrannten Stadt Zahne für drei Jahre Steuern und Abgaben erlassen.
1841 erhielt Zahna mit der Eröffnung der Anhalter Bahn Berlin–Wittenberg–Köthen Bahnanschluss.
Die Stadt Zahna-Elster wurde am 1. Januar 2011 im Zuge einer Gebietsreform aus der Stadt Zahna und acht weiteren, südlich angrenzenden Gemeinden gebildet. Diese ehemals eigenständigen Gemeinden der aufgelösten Verwaltungsgemeinschaft Elbaue-Fläming bilden laut § 16 der Hauptsatzung von Zahna-Elster neun Ortschaften. Jede, so auch Zahna, stellt einen eigenen Ortschaftsrat und einen Ortsbürgermeister. Sitz der Verwaltung ist das Rathaus der Ortschaft Zahna.
Rahnsdorf gehört seit 1. Juli 2003 und Bülzig seit 1. Juli 2008 zu Zahna.

## Religion
Die Sankt-Marien-Kirche gehört zum Kirchenkreis Wittenberg der Evangelischen Kirche in Mitteldeutschland, die katholische Sankt-Josephs-Kirche gehört zur Wittenberger Pfarrei St. Marien im Bistum Magdeburg.

## Politik

### Ortsbürgermeister
Ehrenamtlicher Ortsbürgermeister ist Johannes Schneider (CDU) (Stand: 2024). Er wurde erstmals am 1. Juni 2015 durch die Mitglieder des Ortschaftsrates gewählt.

### Wappen
Das Wappen wurde am 16. August 1995 durch das Regierungspräsidium Dessau genehmigt und im Landeshauptarchiv Magdeburg unter der Wappenrollennummer 65/1995 registriert.
Blasonierung: „In Grün über blauem Wasser eine fünftürmige silberne Burg mit offenen Torbögen; die Türme in unterschiedlicher Größe mit schwarzen Fenstern und roten, mit silbernen Dachknöpfen verzierten Spitzdächern; der mittlere Turm – erhöht und stärker als die anderen – mit rotem Sims; im Wasser sieben silberne schräglinks gewandte Fische.“
Die Farben zeigen Silber (Weiß) – Grün.
Das Wappenbild von Zahna ist erstmals auf einem Stadtsiegel von 1417 nachgewiesen. Es stellt die drei Wassertore und die alte Stadtmauer mit ihren Türmchen dar. Das Wasser deutet das Flüsschen Zahnabach an. Die sieben Fische deuten hier die ehemaligen sieben Teiche an, wobei heute lediglich der Ratsteich und der Tannenteich erhalten geblieben sind.

## Sehenswürdigkeiten

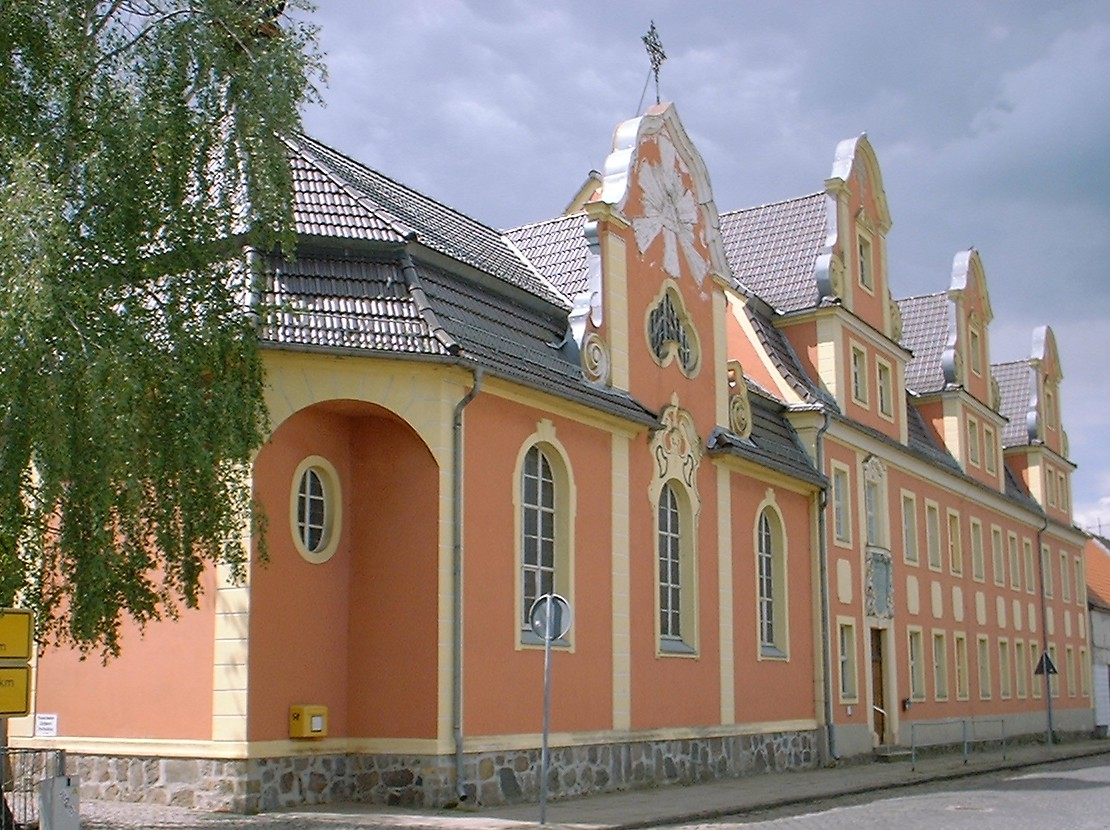
Stift zum Heiligen Geist

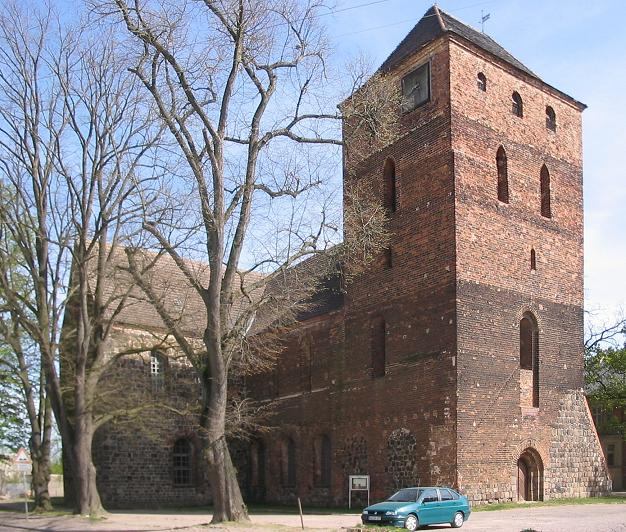
Kreuzkirche aus der Zeit um 1200

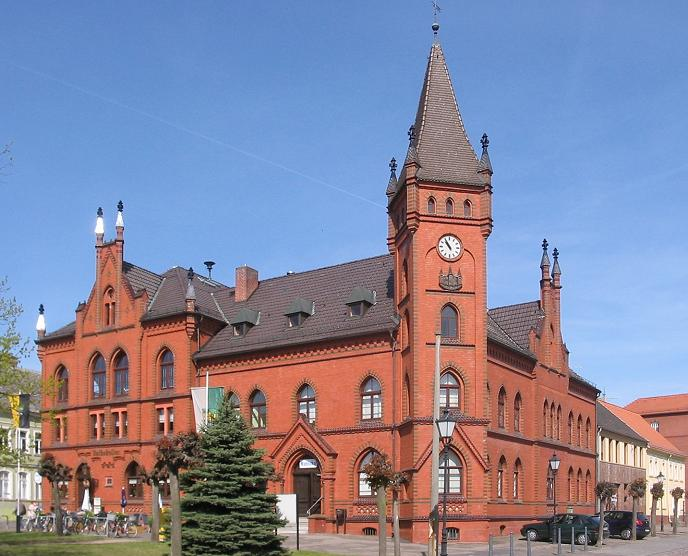
Rathaus von 1897

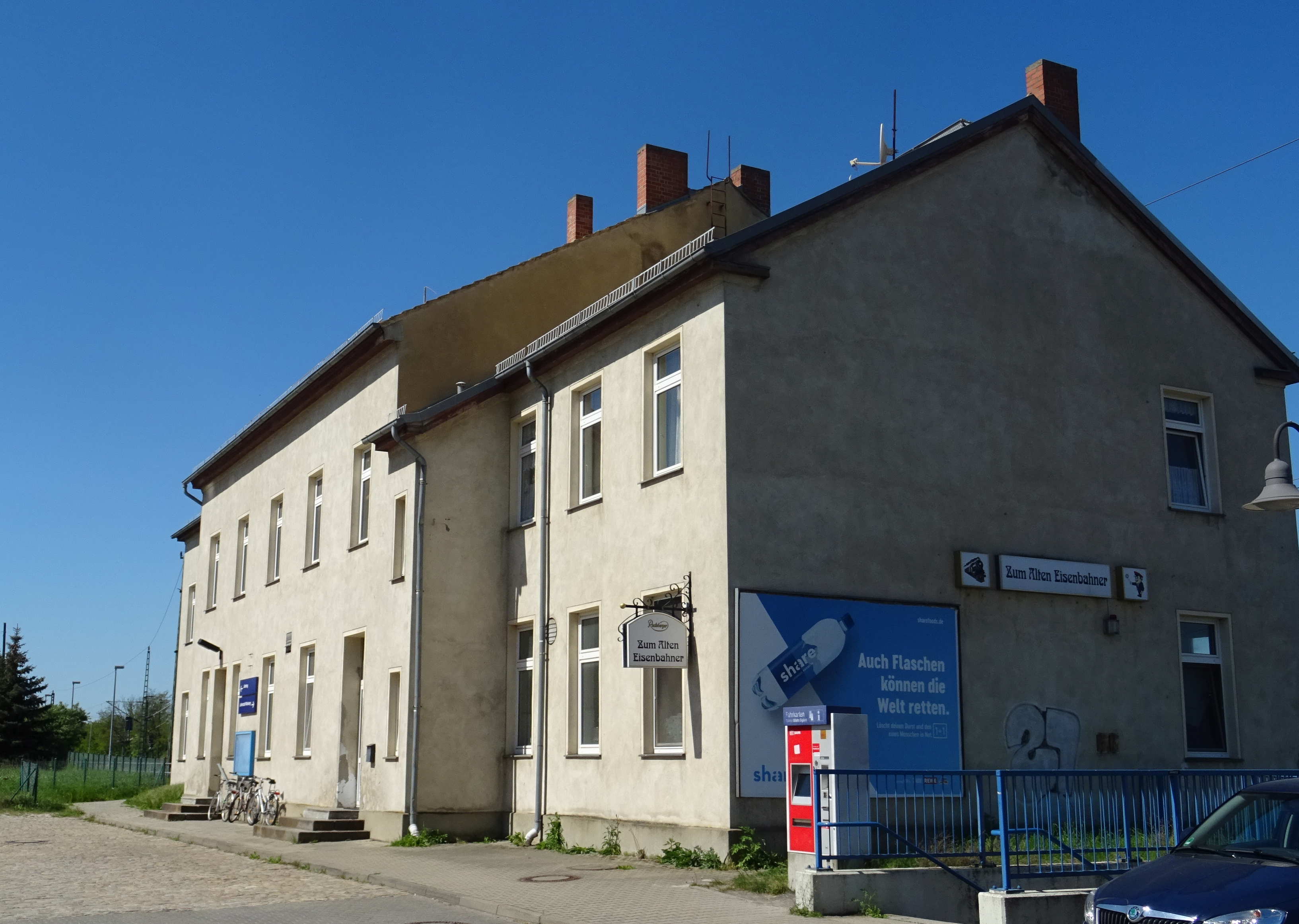
Bahnhof Zahna

Zahna verfügt über mehrere Kulturdenkmale.
- Hospital zum heiligen Geist: 1336 von Herzog Rudolf I. von Sachsen-Wittenberg gegründet; 1547 abgebrannt, nachfolgend nebst einer Kapelle und den zum Betrieb der eigenen Landwirtschaft nötigen Gebäuden mit einer Beihilfe des Herzogs Moritz von Sachsen wieder aufgebaut; 1637 erneut abgebrannt und erst 1754 wieder aufgebaut. 1878 wurde die jetzige Stiftskapelle errichtet, 1906/07 das Anstaltsgebäude erweitert.
- Sankt-Marien-Kirche: Die romanische Kreuzkirche mit wuchtigem Turm entstand ab dem späten 12. Jahrhundert in sorgfältigem Quadermauerwerk, das mit dem der Klosterkirche Zinna vergleichbar ist. Spätere Ergänzungen erfolgten in Backstein. Der Bau ist typisch für frühe Stadtkirchen der Region und verweist mit seinem ehemals basilikalen Grundriss auf die bereits zur Gründungszeit geplante Bedeutung des Ortes.[12]
- Rathaus, 1897 nach elfmonatiger Bauzeit fertiggestellt
- Bauernmuseum im Wohnhaus eines Flämingbauern aus dem Jahr 1730 einschließlich Scheune und Stallgebäude. Zu besichtigen sind eine Traktorenausstellung, eine Schmiede, eine Sammlung von Ackergeräten, eine Ausstellung Getreidetechnik, die Wohnung des Flämingbauern aus den 1920er Jahren und eine Heimatstube mit Gegenständen und Dokumenten. Es ist das größte landwirtschaftliche Museum in der Region mit einer Fläche von 1800 m2.
- Sammelgrab auf dem Ortsfriedhof für elf Deutsche sowie einen namentlich bekannten Niederländer, der während des Zweiten Weltkrieges nach Deutschland verschleppt und ein Opfer von Zwangsarbeit wurde. Sie starben bei einem Luftangriff.

## Wirtschaft und Infrastruktur

### Unternehmen
- Zahna Fliesen GmbH, 1891 gegründet[13]
- Brauerei Zahna GmbH, 1896 gegründet[14]
- Zahnaer Likörfabrik, seit dem 19. Jahrhundert bestehend, 2015 geschlossen[15]

### Verkehr
- Die Landesstraßen L 123 zwischen Kropstädt und Seyda sowie L 126 zwischen Lutherstadt Wittenberg und Klebitz durchqueren den Ort. Zur Bundesstraße 2 in Kropstädt, die Berlin und Lutherstadt Wittenberg verbindet, sind es etwa sieben Kilometer.
- Der Bahnhof Zahna liegt an der Bahnstrecke Berlin–Halle (Anhalter Bahn) und wird von der Regional-Express-Linie RE 3 Schwedt (Oder)–Lutherstadt Wittenberg des Verkehrsverbunds Berlin-Brandenburg und der Linie S 8 Jüterbog–Lutherstadt Wittenberg–Halle (Saale) der S-Bahn Mitteldeutschland angefahren.

### Sport
Der VfB Zahna 1921 umfasst mehrere Abteilungen mit unterschiedlichen Sportarten. Seit 2021 gibt es einen Kunstrasenplatz mit Flutlichtanlage. Die Fußballherrenmanschaft spielt in der Saison 2024/25 in der Kreisoberliga Wittenberg.

### Feuerwehr
Die Freiwillige Feuerwehr Zahna wurde vom damaligen Bürgermeister Hermann Hunschke im Dezember 1880 gegründet und sorgt für den Brandschutz und die allgemeine Hilfe. Derzeit ist sie eine Stützpunktfeuerwehr. Sie verfügt über eine Einsatzabteilung, einen Spielmannszug, die Jugendfeuerwehr, die Kinderfeuerwehr und eine Altersabteilung.

## Persönlichkeiten

### Söhne und Töchter des Ortes
- Gregor Schönfeld der Ältere (1559–1628), reformierter Theologe
- Christoph Schlüter (1614–1690), evangelischer Geistlicher
- Moritz Wilhelm Müller (1784–1849), in Klebitz geborener Mediziner, Pionier der Homöopathie
- Wilhelm Richard Friedrich (1816–1898), Senatspräsident am Reichsgericht
- Heinrich Meusel (1844–1916), klassischer Philologe
- Otto Taschenberg (1854–1922), Zoologe
- Max Hellwig (1897–nach 1932), Abgeordneter des Preußischen Landtages
- Manfred Jahn (* 1950), Historiker

### Persönlichkeiten, die mit Zahna in Beziehung stehen
- Salomon Stepner (1650–1706), Superintendent in Zahna
- Hector Heinrich von Kornfail (1729–1773), Rittergutsbesitzer in Zahna
- Moritz Baumgarten (vor 1815–nach 1865), Orgelbauer in Zahna
- Eduard Wroblewski (1933–1966), Maueropfer, lebte in Zahna
- Inge Kauerauf (* 1939), Politikerin (SPD), Bürgermeisterin von Zahna und Landtagsabgeordnete